# ألفان كلارك
ألفان كلارك (بالإنجليزية: Alvan Clark) (و. 1804 – 1887 م) هو عالم فلك، ورسام، وفنان من الولايات المتحدة الأمريكية. كان عضوًا في الأكاديمية الأمريكية للفنون والعلوم.
توفي في كامبريدج، ماساتشوستس، عن عمر يناهز 83 عاماً.

## معرض صور

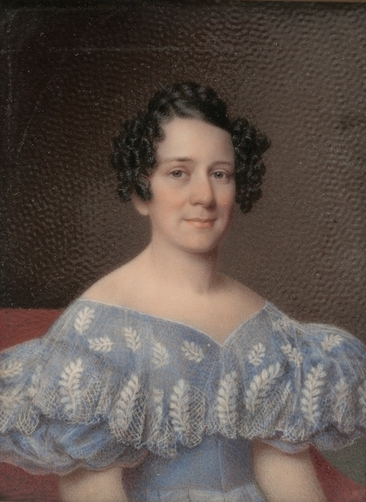
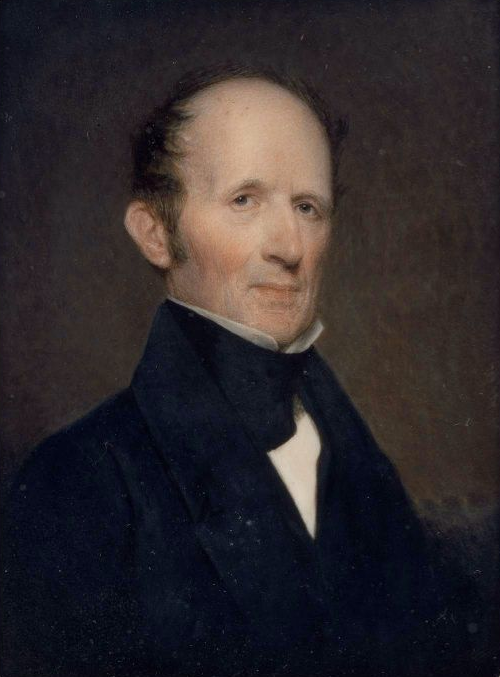
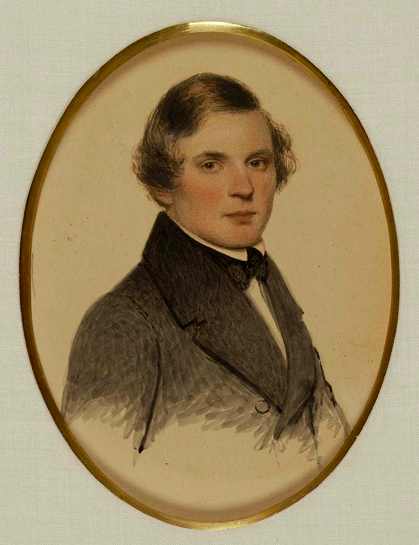
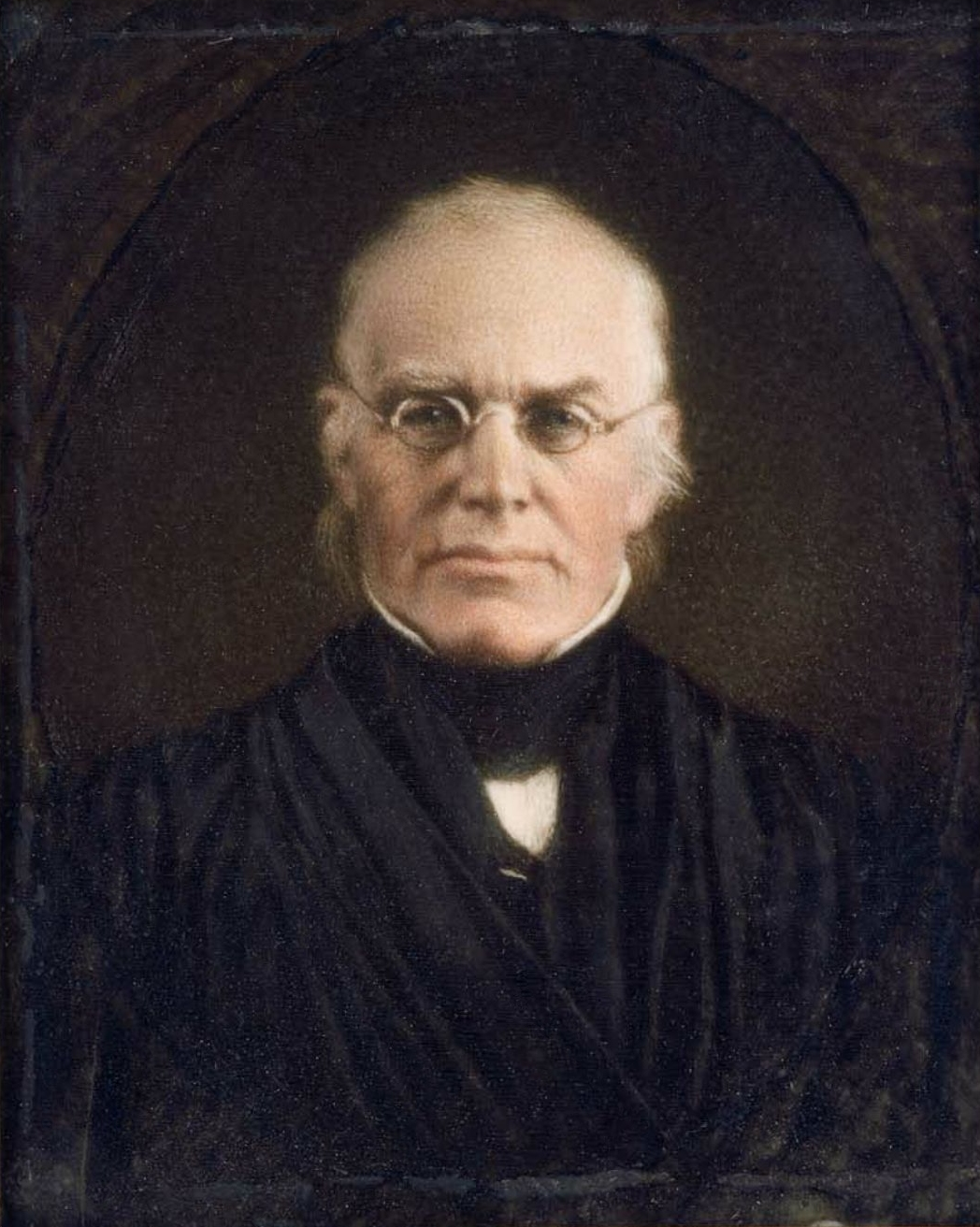

## أعمال بارزة
من أهم أعماله:
- Yerkes Observatory.

## جوائز
حصل على جوائز منها:
- Lalande Prize [الإنجليزية]‏ (1862).